# 長屋聡
長屋 聡（ながや さとし、1959年〈昭和34年〉9月13日 - ）は、日本の総務官僚。

## 来歴
神奈川県伊勢原市出身。神奈川県立平塚江南高等学校を経て、1984年（昭和59年）3月、東京大学教養学部を卒業。同年4月、行政管理庁に入庁。
総務省行政管理局管理官、総務省行政管理局行政情報システム企画課長、内閣官房内閣参事官（内閣官房副長官補付）、内閣官房情報通信技術（IT）担当室室員、総務省年金業務・社会保険庁監視等委員会事務室主任調査員、総務省行政管理局企画調整課長、総務省行政管理局企画調整課行政手続・制度調査室長、総務省大臣官房秘書課長、総務省大臣官房審議官などを歴任。途中、参議院事務局、内閣官房などに出向し、参議院事務局第一特別調査室特別調査員、参議院事務局委員部第五課社会労働委員会第二係長、参議院事務局委員部第五課環境特別委員会第二係長、内閣官房内閣審議官（内閣官房副長官補付）、内閣官房行政改革推進本部事務局次長、内閣府大臣官房行政改革関係組織検討準備室次長、内閣官房内閣人事局人事政策統括官を務めた。
2019年（令和元年）7月、総務審議官（行政制度担当）に就任。2021年7月、辞職、総務省顧問。2022年情報公開・個人情報保護審査会委員。

## 年表
- 1984年（昭和59年）4月 - 行政管理庁入庁[1]。
- 1988年（昭和63年）7月 - 参議院事務局第一特別調査室特別調査員[1]。
- 1989年（平成元年）
  - 7月 - 参議院事務局委員部第五課社会労働委員会第二係長[1]。
  - 7月 -（兼）参議院事務局委員部第五課環境特別委員会第二係長[1]。
- 1991年（平成3年）4月 - 総務庁行政管理局行政情報システム企画課課長補佐[1]。
- 1992年（平成4年）
  - 4月 - 総務庁行政管理局副管理官[1]。
  - 12月 - 総務庁長官官房総務課課長補佐[1]。
- 1994年（平成6年）4月 - 総務庁行政管理局企画調整課課長補佐[1]。
- 1995年（平成7年）
  - 5月 -（併）総理府大臣官房内政審議室[1]。
  - 5月 -（命）総理府地方分権推進委員会設置準備室員[1]。
- 1998年（平成10年）7月 - 総務庁行政管理局行政情報システム企画課国際企画官[1]。
- 2001年（平成13年）
  - 6月 - 総務省行政管理局企画官[1]。
  - 6月（併）内閣府総合規制改革会議事務室次長（2002年8月まで）[1]。
- 2002年（平成14年）
  - 8月 - 内閣官房内閣参事官（内閣官房副長官補付）[1]。
  - 8月 -（命）内閣官房行政改革推進事務局行政委託型公益法人等改革推進室参事官（2004年8月まで）[1]。
- 2004年（平成16年）7月 - 総務省行政管理局管理官（行政改革担当）[1]。
- 2007年（平成19年）
  - 7月 - 総務省行政管理局行政情報システム企画課長[1]。
  - 7月 -（併）内閣官房内閣参事官（内閣官房副長官補付）（2009年7月まで）[1]。
  - 7月 -（命）内閣官房情報通信技術（IT）担当室室員（2009年7月まで）[1]。
  - 7月 -（併）総務省年金業務・社会保険庁監視等委員会事務室主任調査員（2009年7月まで）[1]。
- 2009年（平成21年）7月 - 総務省行政管理局企画調整課長[1]。
- 2010年（平成22年）2月 -（併）総務省行政管理局企画調整課行政手続・制度調査室長（同年4月まで）[1]。
- 2011年（平成23年）7月 - 総務省大臣官房秘書課長[1]。
- 2013年（平成25年）
  - 6月 - 内閣官房内閣審議官（内閣官房副長官補付）[1]。
  - 6月 -（命）内閣官房行政改革推進本部事務局次長（2014年7月まで）[1]。
  - 6月 -（併）内閣府大臣官房行政改革関係組織検討準備室次長（2014年7月まで）[1]。
- 2014年（平成26年）7月 - 総務省大臣官房審議官（大臣官房調整部門、行政管理局担当）[1]。
- 2015年（平成27年）
  - 1月 - 総務省大臣官房審議官（大臣官房調整部門、行政管理局担当、行政評価局担当）[1]。
  - 7月 - 総務省大臣官房審議官（行政管理局担当）[1]。
- 2016年（平成28年）6月 - 総務省大臣官房総括審議官（広報・政策企画担当）[1]。
- 2017年（平成29年）
  - 1月 - 総務省大臣官房付[1]。
  - 1月 -（併）内閣官房内閣審議官（内閣官房副長官補付）（同年7月まで）[1]。
  - 1月 -（命）内閣官房統計改革推進室長（同年7月まで）[1]。
  - 7月 - 内閣官房内閣人事局人事政策統括官[1]。
- 2019年（令和元年）7月5日 - 総務審議官（行政制度担当）[3]。
- 2021年（令和3年）7月1日 - 辞職[4]、総務省顧問[5]。
- 2022年（令和4年） - 情報公開・個人情報保護審査会委員[6]。